# Уральский институт Государственной противопожарной службы МЧС России
Уральский институт Государственной противопожарной службы МЧС России — учреждение высшего образования, расположенное в Екатеринбурге.
Уральский институт является единственным образовательным учреждением МЧС России, расположенным в азиатской части страны, на его базе организуется регионально-отраслевой образовательный центр по повышению квалификации и переподготовке руководящего звена МЧС России, руководителей и специалистов Приволжско-Уральского регионального центра МЧС России, а также Сибирского и Дальневосточного региональных центров МЧС России.

## История
9 июня 1928 года Свердловский облисполком принял решение об организации в городе Свердловске Уральских областных пожарно-технических курсов для подготовки кадров среднего начальствующего состава пожарной охраны.
В апреле 1929 года Уральские областные пожарно-технические курсы начали свою работу.
В августе 1932 года курсы были реорганизованы в Уральскую областную пожарно-техническую школу среднего начальствующего состава городской пожарной охраны, а в 1935 году областная школа была реорганизована в межкраевую школу среднего начальствующего состава Главного управления пожарной охраны НКВД.
В октябре 1939 года школа была преобразована во Всесоюзную школу среднего начальствующего состава городской пожарной охраны НКВД СССР.
В конце ноября 1941 года из Харькова в Свердловск была эвакуирована 3-я пожарно-техническая школа Всесоюзной Пожарной Охраны НКВД СССР. Обе школы объединились в одно учебное заведение — Свердловскую 3-ю пожарно-техническую школу ВПО НКВД СССР.
В соответствии с постановлением Совета Министров СССР № 1308—535 от 21 июня 1946 года и приказом МВД СССР № 00813 от 9 сентября 1946 года 3-я пожарно-техническая школа была переименована в Свердловское пожарно-техническое училище МВД СССР.
17 апреля 1948 года училищу были вручены Боевое Знамя и грамота Президиума Верховного Совета СССР, а приказом МООП РСФСР № 416 от 8 июля 1966 года 17 апреля стал считаться днём учебного заведения.
Начиная с 1950 года парадный расчёт с личным составом Уральского института ГПС МЧС России стал ежегодно принимать участие в парадах Победы в Екатеринбурге.
В 1991 году Свердловское пожарно-техническое училище приказом МВД СССР № 179 от 14 октября 1991 года было переименовано в Екатеринбургское пожарно-техническое училище.
7 декабря 1999 года Екатеринбургское пожарно-техническое училище МВД России было преобразовано в Екатеринбургский филиал Академии Государственной противопожарной службы МВД России (приказ МВД России № 1002 от 7 декабря 1999 года).
С 1 января 2002 года в связи с переходом Государственной противопожарной службы из МВД в систему МЧС России учебное заведение изменило наименование в соответствии с новой принадлежностью и стало Екатеринбургским филиалом Академии ГПС МЧС России.
Распоряжением Правительства РФ № 1655-р от 17 декабря 2004 года Екатеринбургский филиал Академии ГПС МЧС России был преобразован в Уральский институт Государственной противопожарной службы МЧС России.

## Структура
В составе института функционируют:
- 5 лабораторий

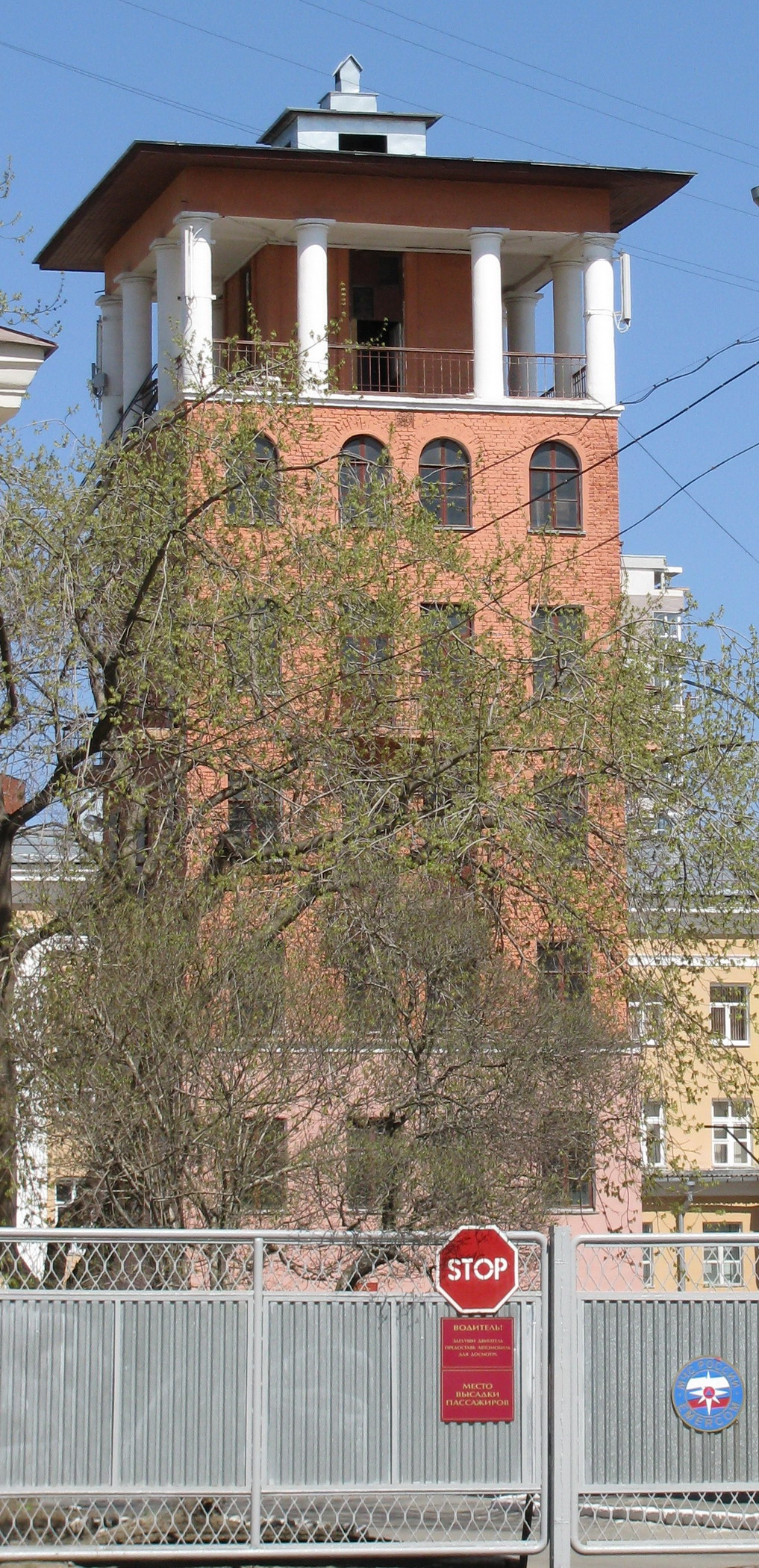
Открытая учебная башня

- Дворец культуры на 650 посадочных мест
- 4 спортивных сооружения.

На территории института размещены: здание главного учебного корпуса, здание лекционного блока, здание учебной пожарной части, общежитие казарменного типа, общежитие для проживания старших курсов (кубрикового типа), учебно-спортивный манеж, лаборатория испытания строительных материалов открытая учебная пожарная башня, столовая, медицинская часть с изолятором и другие объекты жизнеобеспечения института.
На удалении 30 км расположен загородный учебно-спортивный центр, а в районе Кольцово находится вторая учебная площадка института с необходимой инфраструктурой для обучения и проживания курсантов.

### Факультеты
- Факультет пожарной и техносферной безопасности
- Факультет профессиональной подготовки
- Факультет управления и комплексной безопасности
- Факультет заочного обучения и переподготовки и повышения квалификации

### Кафедры
- Кафедра гуманитарных и социально-экономических дисциплин
- Кафедра правовых дисциплин
- Кафедра химии и процессов горения
- Кафедра физики и теплообмена
- Кафедра пожарной безопасности в электроустановках
- Кафедра пожарной автоматики
- Кафедра пожарной техники
- Кафедра пожарной тактики и службы
- Кафедра пожарной безопасности технологических процессов
- Кафедра пожарной безопасности в строительстве
- Кафедра управления в кризисных ситуациях
- Кафедра безопасности жизнедеятельности
- Кафедра пожарно-спасательной и газодымозащитной подготовки
- Кафедра физической культуры и спорта
- Кафедра математики и информатики
- Кафедра иностранных языков

## Научная деятельность

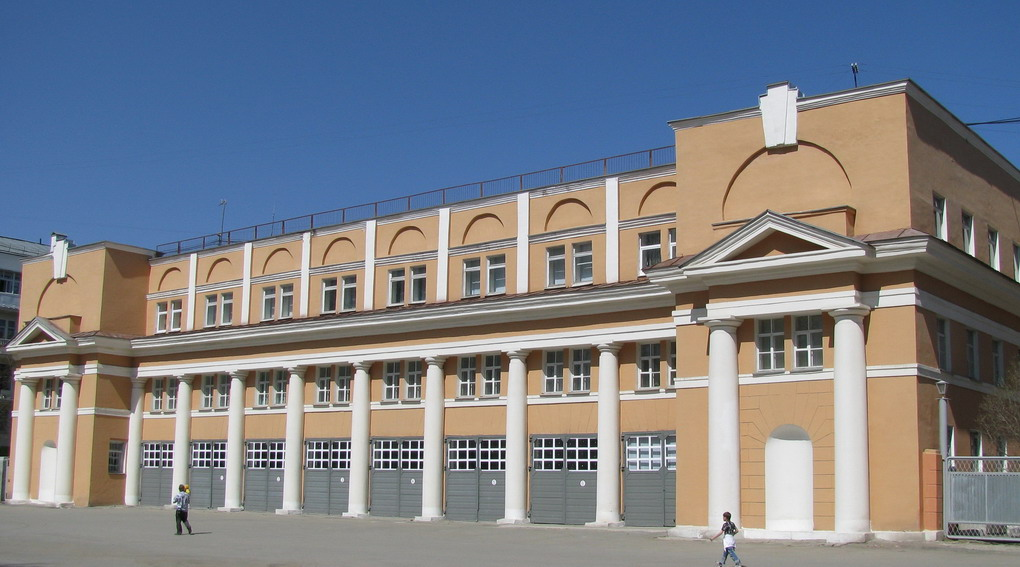
Учебная пожарная часть

По состоянию на начало 2009 года в институте работают 11 докторов и 44 кандидата наук, 60 человек повышают свою квалификацию, обучаясь в аспирантурах, или являются соискателями учёной степени в высших учебных заведениях.
Научная деятельность проводится в соответствии с ежегодным «Планом научной деятельности института» и осуществляется по следующим основным направлениям:
- обеспечение пожарной безопасности объектов и населенных пунктов;
- проблемы учебно-воспитательного процесса в учебных заведениях МЧС России;
- исследования в области гуманитарных и социально-экономических дисциплин.

Научные исследования проводятся адъюнктами и аспирантами института в сотрудничестве с учёными Уральского отделения Российской академии наук, Академии ГПС МЧС России, Российского государственного профессионально-педагогического университета (РГППУ), Уральского государственного технического университета (УГТУ-УПИ), других высших учебных заведений города.
По итогам научных исследований проводятся научные и практические конференции, результаты публикуются в печатных изданиях. Кроме того, ежегодно проводятся конкурсы, смотры и олимпиады среди курсантов и слушателей института. Курсанты, участвующие в смотрах и конкурсах научных работ, проводимых МЧС России и Министерством образования неоднократно отмечались различными наградами, почётными грамотами.
В целях развития научных связей институт поддерживает тесные отношения с учебными и научными учреждениями МЧС России, вузами города Екатеринбурга, а также институтом МЧС Республики Беларусь.
Библиотечный фонд института насчитывает 141 227 экземпляров книг и печатных изданий (в среднем 44,3 экземпляров документов на одного учащегося). Основной фонд библиотеки (более 70 %) составляет учебная, учебно-методическая и нормативная литература по специальности «Пожарная безопасность».

## Руководители[6][7]
- 1946—1950 — Федосеев Иван Васильевич
- 1950—1955 — Колядинский Борис Яковлевич
- 1955—1967 — Алфеев Борис Владимирович
- 1967—1976 — Калина Михаил Емельянович
- 1976—1985 — Митягин Георгий Ильич
- 1985—1996 — Заряев Евгений Дорофеевич
- 1996—2002 — Пантелеев Анатолий Федорович
- 2002—2011 — Миронов Михаил Пантелеймонович
- 2011—2013 — Францев Александр Александрович
- 2013—2015 — Максимов Игорь Александрович
- 2015—2018 — Супруновский Анатолий Михайлович
- с 01.04.2019 — н.в. — Тарарыкин Александр Михайлович[8]

## Известные выпускники
В разное время учебное заведение окончили:
- Сергей Афанасьев — двукратный чемпион мира по пожарно-прикладному спорту, был обладателем мирового рекорда в двоеборье, мастер спорта международного класса.
- Игорь Бадамшин — призёр международных соревнований, мастер спорта международного класса по лыжным гонкам.
- Валерий Замараев — Герой России, спасатель отряда «Центроспас», погибший при ликвидации последствий теракта в Беслане.
- Юрий Кашкаров — олимпийский чемпион, многократный чемпион мира, заслуженный мастер спорта по биатлону.
- Михаил Квашнин — мастер спорта международного класса, девятикратный чемпион мира, двукратный чемпион Европы, одиннадцатикратный чемпион России по гиревому спорту.
- Юрий Ненашев — начальник Управления государственного пожарного надзора МЧС России, генерал-майор внутренней службы.
- Александр Попов — олимпийский чемпион, многократный чемпион мира, заслуженный мастер спорта по биатлону.
- Телятников Леонид Петрович — советский и украинский пожарный, генерал-майор внутренней службы, Герой Советского Союза.
- Игорь Упоров — полковник, президент Урало-Сибирской коллегии адвокатов.
- Юрий Хорошилов — полковник, начальник Главного управления МЧС России по Ямало-Ненецкому автономному округу.